# Georg Kuhn
Pour les articles homonymes, voir Kuhn.
Georg Kuhn, né le 25 décembre 1992 à Zurich, est un escrimeur suisse pratiquant l'épée.

## Carrière
À partir de 2017, Kuhn est sélectionné dans l'équipe helvétique pour disputer les championnats d'Europe et les championnats du monde. Aux championnats d'Europe, il est éliminé au premier tour par le no 1 mondial Yannick Borel. Aux championnats du monde, qualifié avec le second moins bon classement pour le tableau individuel, il doit affronter le Français de nouveau dès le premier tour mais, cette fois, déjoue les pronostics en l'emportant avant d'être éliminé au second tour. Deux jours plus tard, en tant que remplaçant dans la formation helvétique, il participe à la victoire contre la Colombie au premier tour, avant de céder sa place à Michele Niggeler pour le reste de la compétition. En simple spectateur, il assiste à la qualification des Suisses pour la finale du tournoi. Il n'est pas censé y participer, mais la blessure de Max Heinzer, tombé lourdement sur l'arrière du crâne, le contraint à entrer en jeu au cours du neuvième et ultime relais de la rencontre pour affronter Yannick Borel à nouveau. Lancé avec trois touches d'avance (32-29), il ne parvient pas à contenir le retour du tireur français et ne peut obtenir mieux que la médaille d'argent.

## Palmarès
- Championnats du monde d'escrime
  -  Médaille d'argent par équipes aux championnats du monde d'escrime 2017

## Classement en fin de saison
| Année | 2011 | 2012 | 2013 | 2014 | 2015 | 2016 | 2017 |
| ----- | ---- | ---- | ---- | ---- | ---- | ---- | ---- |
| Rang  | 721  | 91   | 249  | 142  | 147  | 59   | 70   |